# Randengrobkalk

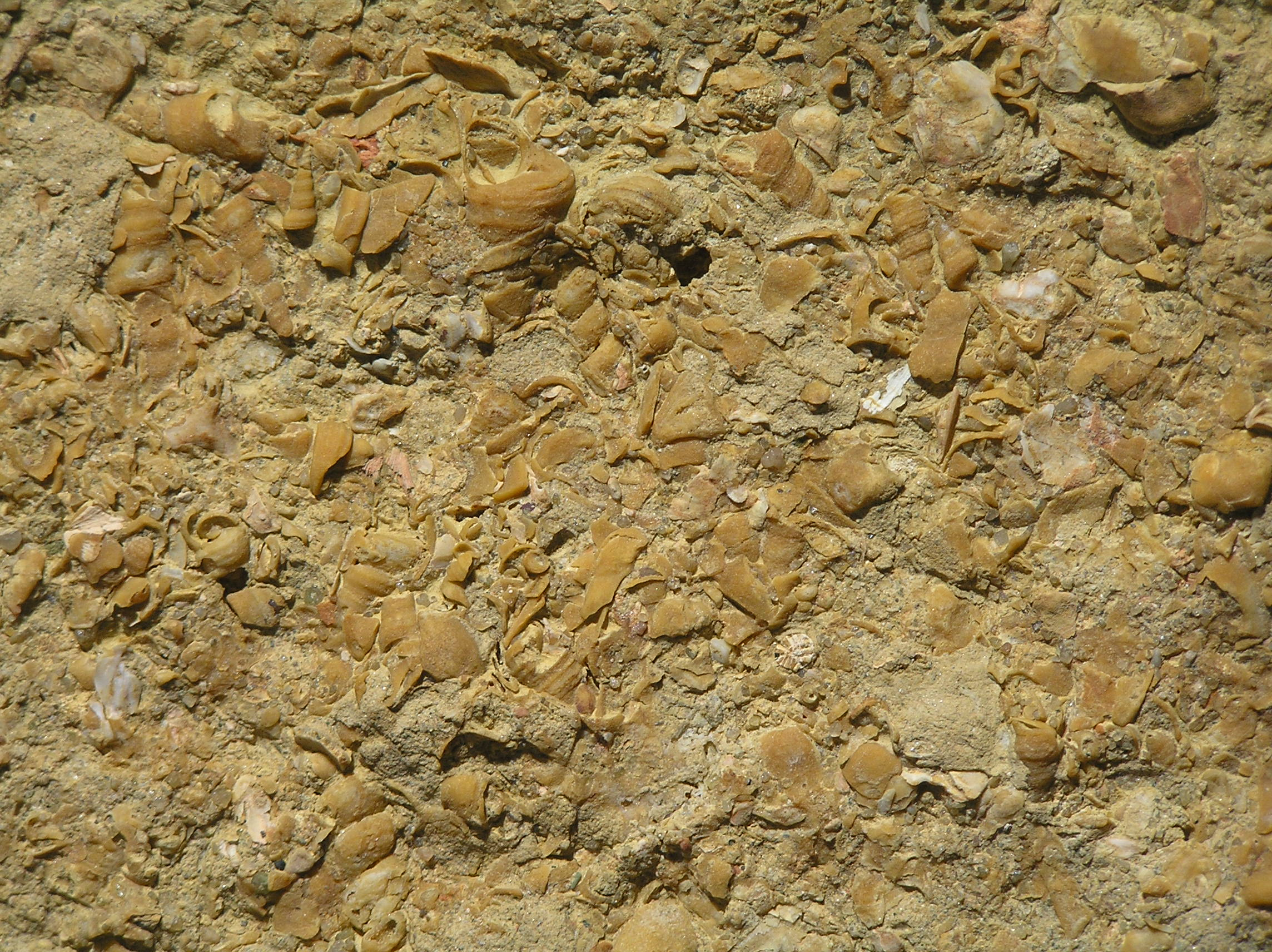
Randengrobkalk

Der Randengrobkalk im Hegau ist ein Muschelagglomerat, welches unter flachmarinen Bedingungen abgelagert wurde. Namengebend ist der Randen. Aufgrund der Fossilführung kann die Bildung in das Ottnangium gestellt werden. Die Ablagerung stellt eine der bekanntesten Hinterlassenschaften des Molassemeeres im Bereich des Hegaus dar. Sowohl die Erminger Turritellenplatte bei Ulm-Ermingen als auch die Tennikerfluh (Bezirk Sissach, Kanton Basel-Landschaft) stellen analoge Bildungen des Molassemeers dar.
Aufgrund seiner besonderen Wärmeleitfähigkeit wurde der Randengrobkalk bereits von den Römern als Baustoff verwendet. Später wurde das Gestein seiner Härte wegen als Mühlstein eingesetzt und im Dritten Reich zum Bau verschiedener Gebäude wie der Reichskanzlei abgebaut. Im Ursprungsgebiet des Gesteins ist die Herz-Jesu-Kirche in Singen das prominenteste, aus Randengrobkalk aufgebaute, Gebäude. 
Eine weitere Eigenschaft des Randengrobkalk ist seine große Nitratresistenz. Im Hegau wurde er deswegen oftmals zum Bau von Ställen eingesetzt.